# 维托里奥·米勒
维托里奥·米勒（Vittorio Miele，1926年11月24日—1999年11月18日），意大利画家。
他经历了惨烈的“蒙多·卡西诺战役”。在这场战争中，他的父亲与姐姐相继死亡，这给他以及他的母亲带来巨大的伤害。战争结束后，他移居乌尔比诺（意大利马尔凯大区），在那里，他开始从事艺术创作。1958年他参加了“曼多瓦国家展览”，1966年，他在佛罗西奥奈举办了首个个人展览。1967年，他的作品《正午》在“杰西·阿维斯艺术展”中获奖。两年后，他的作品《伤痛》在法国“皮埃尔维特国际绘画艺术展”中获二等奖，同年，他的作品《佛罗西奥奈德房屋》（《Case di Ciociaria》）在罗马赢得了“国家形象艺术比赛”的一等奖。在70年代，他参加了圣·马利诺、日本、南斯拉夫、加拿大和美国等国家的许多展览。
70年代末，他应邀参加南斯拉夫的“国家艺术节”。卡西诺遭破坏30年后，维多里奥·米埃来以自己的作品纪念那段历史，他不断将那些遗留在脑海中的残酷的画面，倾诉在画卷之上。其后，他的作品不断地得到展出。1991年他在欧洲议会做画展。1999年11月18日，维多里奥·米埃来于卡西诺家中去世。维多里奥·米埃来与众多艺术家为友，杜乔·特伦巴多利形容他为“沉默的诗人”。米埃来是上个世纪意大利艺术界的象征人物，他的作品今天仍在阿尔比诺的博物馆展出。